# تلگرام هوفله

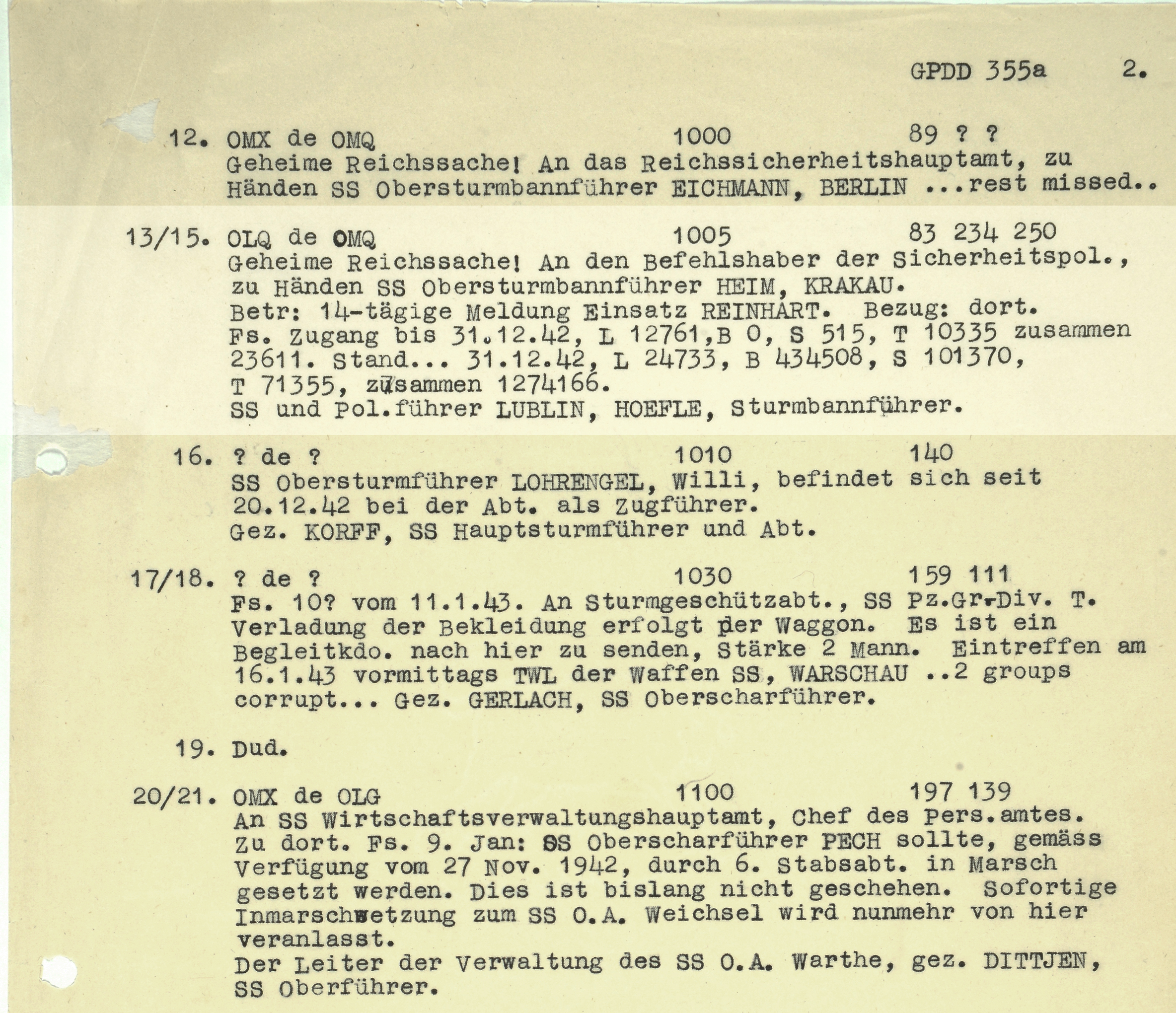
تلگرام هوفله

تلگرام هوفله (به انگلیسی: Höfle Telegram) سندی رمزگذاری شده و تک‌برگی است که در سال ۲۰۰۰ در میان بایگانی‌های از طبقه‌بندی خارج شده جنگ جهانی دوم متعلق به اداره ثبت اسناد عمومی در کیو، لندن پیدا شد. این سند شامل چندین تلگرام رادیویی شنود شده توسط افسران اطلاعاتی بریتانیا است که در میانشان پیامی فوق سری از سوی اس‌اس-اشتورمبانفورر هرمان هوفله به تاریخ ۱۱ ژانویه ۱۹۴۳؛ پیامی دیگر از اس‌اس-اوبراشتورمبانفورر آدولف آیشمن در برلین؛ و نیز پیامی از اس‌اس-اشتاندارتنفورر فرانتس هایم در کراکوف اشغال‌شده توسط آلمان وجود دارند.
تلگرام حاوی آماری دقیق از کشته شدگان یهودی در سال ۱۹۴۲ در اردوگاه‌های مرگ عملیات راینهارد، از جمله در بلزک (B)، سوبیبور (S)، تربلینکا (T) و در لوبلین-مایدانک (L) است. اعداد توسط هوفله گردآوری و از سوی او نقل شده‌اند، و احتمالاً از سوابق بسیار دقیقی می‌آیند که با دویچه رایخس‌بان (DRG) به اشتراک گذاشته شده‌اند. اگرچه سوابق ترابری قطاری هولوکاست به شکل آشکاری ناقص بودند، اعداد ذکر شده به روشن‌سازی دامنه جنایات انجام شده توسط اس‌اس کمک می‌کنند. این تلگرام به ارائه تعداد قطارهای ورودی در چهارده روز منتهی به آن، و همچنین مجموع قطارهای ورودی تا ۳۱ دسامبر ۱۹۴۲، به مقصد اردوگاه‌های نابودی در این واپسین مرحله از «راه حل نهایی» می‌پردازد.

## پیش‌زمینه
تمام قطارهای هولوکاست توسط دویچه رایخس‌بان اداره می‌شدند. اس‌اس برای هر زندانی که از طریق قطارهای هولوکاست (Sonderzüge) به اردوگاه‌های نابودی عملیات راینهارد از گتوهای اروپای تحت اشغال نازی‌ها و گتوهای یهودی در لهستان تحت اشغال آلمان منتقل می‌شد، معادل یک بلیط درجه سه به راه‌آهن آلمان پرداخت می‌کرد. کودکان زیر چهار سال به رایگان سوار می‌شدند. مبلغ پرداختی از سوی اداره حمل و نقل آلمان به نمایندگی از رایخس‌بان طبق برنامهٔ پرداختی با هزینه ۴ فنیگ به ازای هر کیلومتر مسیر از اس‌اس گرفته می‌شد. بارنامه‌های واقعی شامل تعداد زندانیان موجود در هر واگن ویژهٔ حمل دام نمی‌شدند، چرا که محاسبات مربوط به آن از پیش تعیین شده بودند. اغلب برای تحویل افراد، یک واگن تجاری سرپوشیده به طول ۱۰ متر مورد استفاده قرار می‌گرفت؛ اگرچه از واگن‌های مسافربری درجه سه نیز با بلیط‌های قطاری که می‌بایست توسط خود یهودیان پرداخت می‌شد، استفاده می‌شد تا اس‌اس بتواند افسانهٔ «اسکان مجدد برای کار در شرق» را ادامه دهد. طبق کتابچه راهنمای دویچه رایخس‌بان، که اس‌اس از آن برای پرداخت هزینه‌ها استفاده می‌کرد، ظرفیت حمل هر قطار می‌بایست تا ۵۰ واگن می‌بود که در هر یک تا ۵۰ زندانی قرار می‌گرفتند.
در واقعیت اما، واگن‌ها تا ۱۰۰ نفر زندانی مملو از جمعیت می‌شدند و به‌طور معمول از کمینه ۱۵۰٪ تا ۲۰۰٪ ظرفیت تعیین‌شده با همان قیمت بارگیری می‌شدند. برای نمونه، در جریان تبعید گسترده یهودیان از گتو ورشو به تربلینکا در سال ۱۹۴۲، قطارها هر کدام ۷۰۰۰ قربانی داشتند که باعث کمتر شدن هزینه‌های اس‌اس به بیش از نصف شد. بر پایه یک گزارش کارشناسی که از طرف پروژه «قطار بزرگداشت» در آلمان تهیه شده بود، رسیدهای دریافتی دویچه رایخس‌بان تحت اداره دولتی برای اخراج گسترده در بازه زمانی ۱۹۳۸ تا ۱۹۴۵، بالغ بر ۶۶۴٬۵۲۵٬۸۲۰٬۳۴ دلار آمریکا می‌شدند.

## اهمیت گزارش
| مقصد                     | انتقال‌ها برای ۲ هفته تا پیش از ۳۱ دسامبر ۱۹۴۲ | مجموع کل تا تاریخ ۳۱ دسامبر ۱۹۴۲ |
| L (لوبلین، همان مایدانک) | ۱۲٬۷۶۱                                        | ۲۴٬۷۳۳                           |
| B (بلزک)                 | ۰                                             | ۴۳۴٬۵۰۸                          |
| S (سوبیبور)              | ۵۱۵                                           | ۱۰۱٬۳۷۰                          |
| T (تربلینکا)             | ۱۰٬۳۳۵                                        | ۷۱۳٬۵۵۵                          |
| کل                       | ۲۳٬۶۱۱                                        | ۱٬۲۷۴٬۱۶۶                        |

به گفته آژانس امنیت ملی ایالات متحده و تاریخ‌دانان هولوکاست، «به نظر می‌رسد تحلیل‌گران بریتانیایی که پیام را رمزگشایی کرده بودند اهمیت این پیام خاص را در آن زمان در نیافته بودند. بدون شک این اتفاق به این دلیل روی داد که پیام خود تنها حاوی حروفی مشخص برای اشاره به اردوگاه‌های مرگ، و شماره کل در جلویشان بود. تنها سرنخ می‌توانست اشاره به عملیات راینهارد بوده باشد، اما احتمالاً تا آن هنگام هنوز مفهوم عملیات راینهارد - که برنامه برای از میان بردن یهودیان لهستانی بود و به نام ژنرال ترور شدهٔ اس‌اس، راینهارد هایدریش نامگذاری شده بود - در میان رمزشکنان بلچلی پارک شناخته شده نبود.»
تلگرام هوفله یکی از دو مدرکی است که ثابت می‌کنند این ارقام بسیار دقیق منشأیی مشترک داشته‌اند؛ دیگر مدرک گزارش کورهر است که توسط دکتر ریشارد کورهر متخصص آماری در ژانویه ۱۹۴۳ به هیملر گزارش شده‌است. هر دو آنها دقیقاً به یک عدد برای اشاره به تعداد یهودیان «پردازش شده» در جریان عملیات راینهارد اشاره می‌کنند. علاوه بر ارائه مجموع کل یکسان تا تاریخ ۳۱ دسامبر ۱۹۴۲، تلگرام هوفله همچنین فاش می‌سازد که اردوگاه کار اجباری در لوبلین (مایدانک) بخشی از عملیات راینهارد اودیلو گلوبوکنیک بوده‌است؛ واقعیتی که تا پیش از آن برای تاریخ‌دانان ناشناخته بود.